# Dien Bien
Dien Bien (vietnamita: Điện Biên) é uma província do Vietnã.
A província foi criada em 25 de novembro de 2003, quando foi desmembrada da província de Lai Chau.